# Кубок НДР з футболу 1977—1978
Кубок НДР з футболу 1977—1978 — 27-й розіграш кубкового футбольного турніру в Німецькій Демократичній Республіці після закінчення Другої світової війни. У кубку взяли участь 89 команд. Переможцем кубка Німеччини вп'яте став Магдебург.

## Попередній раунд
| Команда 1              | Рахунок | Команда 2          |
| ---------------------- | ------- | ------------------ |
| 6 серпня 1977          |         |                    |
| Ліхтенберг 47 (Берлін) | 3:0     | Норд (Торгелов)    |
| Мотор (Файльсдорф)     | 2:4     | Мотор (Альтенбург) |

## Перший раунд
| Команда 1                        | Рахунок      | Команда 2                               |
| -------------------------------- | ------------ | --------------------------------------- |
| 13 серпня 1977                   |              |                                         |
| Хемі (Цайц)                      | 0:1          | Форвертс (Плауен)                       |
| Мотор (Гермсдорф)                | 4:3          | Ауфбау (Крумгермершдорф)                |
| Ротатіон (Берлін)                | 0:1          | Шталь (Різа)                            |
| Гредіц                           | 1:1 пен. 6:5 | Шталь (Айзенгюттенштадт)                |
| Форвертс (Дессау)                | 3:1          | Мотор (Бабельсберг)                     |
| Мотор (Еберсвальде)              | 3:0          | Ліхтенберг 47 (Берлін)                  |
| Шталь (Фінов)                    | 2:1          | Шталь (Бранденбург)                     |
| Ротес Баннер (Трінвіллерсгаген)  | 2:7          | Форвертс (Штральзунд)                   |
| Мотор (Зуль)                     | 5:3          | Хемі (Лейпціг)                          |
| Хемі Буна (Шкопау)               | 5:0          | Фортшрітт (Вайда)                       |
| Динамо (Айслебен)                | 3:0          | Мотор (Альтенбург)                      |
| Шталь (Тале)                     | 2:1          | Активіст Калі Верра (Тіфенорт)          |
| Мотор (Веймар)                   | 4:0          | Айнгайт (Вернігероде)                   |
| Шталь (Бланкенбург)              | 3:2 дч       | Мотор (Нордгаузен)                      |
| Вісмар                           | 2:1          | Нойштреліц                              |
| Шиффарт/Гафен (Росток)           | 4:1          | Айнгайт (Грефесмюлен)                   |
| Активіст Шварце Пумпе            | 2:1          | Активіст (Ешпенгайн)                    |
| Хемі (Шведт)                     | 0:1          | Грайфсвальд                             |
| Динамо (Шверін)                  | 4:0          | Локомотив (Штендаль)                    |
| Шталь (Геннігсдорф)              | 6:2          | Мотор (Шверін)                          |
| Пошт (Нойбранденбург)            | 1:0          | Ганза                                   |
| Активіст Калі Верра-2 (Тіфенорт) | 1:4          | Центронік (Земмерда)                    |
| ІШГ Шверін                       | 0:1          | Форвертс (Нойбранденбург)               |
| Мотор Варновверфт (Варнемюнде)   | 4:1          | Айнгайт (Гюстров)                       |
| Хемі (Фельтен)                   | 1:6          | Енергі (Котбус)                         |
| Деммінер                         | 0:6          | Бау (Росток)                            |
| Активіст (Гоммерн)               | 5:7 дч       | Хемі/Мотор Верітас (Віттенберге-Бреезе) |
| ДІМО (Беліц-Еренберг)            | 1:6          | Локомотив (Дрезден)                     |
| Форвертс-2 (Плауен)              | 0:0 пен. 3:1 | Фортшрітт (Бішофсверда)                 |
| Шталь (Геттштедт)                | 3:1          | Локомотив (Гальберштадт)                |
| Фортшрітт (Мюнхенбернсдорф)      | 1:4          | Умформтехнік (Ерфурт)                   |
| Емпор (Бесков)                   | 2:1          | Мотор (Геннігсдорф)                     |
| Лайнефельде                      | 1:0          | Хемі (Ільменау)                         |
| Вісмут (Пірна-Копіц)             | 2:1          | Активіст (Бріске-Зенфтенберг)           |
| Ауфбау (Гросрешен)               | 2:3          | Мотор (Вердау)                          |
| Спарта (Берлін)                  | 3:5 дч       | Динамо (Фюрстенвальде)                  |